# L'Affreux Petit Garçon
L'Affreux Petit Garçon (titre original : The Ugly Little Boy) est une nouvelle de science-fiction de l'auteur américain Isaac Asimov. Elle parait pour la première fois dans le magazine Galaxy de septembre 1958. Elle paraît également dans l'édition française du magazine deux mois plus tard. Il fallut par la suite attendre vingt ans avant de la retrouver dans un recueil en édition française, alors que le recueil anglais Nine Tomorrows contenant la nouvelle était sorti en 1959.
Cette nouvelle traite de voyage temporel, de l'homme de Néandertal et d'amour maternel.

## Résumé
Edith Fellowes, nurse de métier, n'a aucune idée de la raison pour laquelle l'entreprise Stasis Inc. l'a engagée. Tout ce que le docteur Gérald Hoskins, directeur de la société, lui a posé comme question est de savoir si elle aimait les enfants, même laids. Miss Fellowes découvre bien vite que Stasis Inc. est une société de recherche scientifique sur le point de faire une découverte fondamentale : en créant une « stase » liant un volume d'espace de plus ou moins grande taille avec le passé lointain, les chercheurs sont capables de recevoir et d'envoyer de la matière à travers le temps.
Et leur première expérience, médiatisée afin de quémander des crédits à travers le monde, est de ramener un individu d'une époque distante de 40 000 années. Et plus précisément, un enfant de Néandertal. Le petit, objet successif de l'intérêt des médias et des scientifiques, grandit dans sa prison technologique entre l'âge de 3 ans et de 7 ans. Pendant ce temps et malgré les réticences premières de Miss Fellowes, la nurse s'attache à l'« enfant-singe » qu'elle baptise Timmie. Doté d'une intelligence insoupçonnée, il apprend à parler et à lire avant que les objectifs économiques de l'entreprise ne les rattrapent.
Il n'est pas, en effet, possible pour les sujets transposés de quitter la pièce, la stase dans laquelle ils sont apparus. Cela demande des dépenses d'énergie représentant plusieurs années de budget de l'entreprise pour en faire sortir ne serait-ce que quelques kilos de la matière ainsi transposée. Et il est dès lors question de renvoyer le petit Timmie dans son lointain passé pour pouvoir utiliser la pièce de stase sur d'autres sujets (d'un passé moins lointain, la technique utilisée par le centre ayant rapidement évolué). Fellowes, qui se considère comme la mère du petit néandertalien après plusieurs années passées quotidiennement à ses côtés, refuse de le renvoyer à une mort certaine dans un passé qui n'est plus le sien. Elle fait alors le seul choix possible pour elle : elle repart avec lui dans son époque préhistorique, en trompant le directeur de Statis, évènement dramatique qui conclut la nouvelle.

## Publications
Une certaine confusion règne quant au titre de la nouvelle, qui en connut plusieurs, tant en anglais qu'en français.

### Les titres originaux
La nouvelle paraît pour la première fois aux États-Unis dans le magazine Galaxy de septembre 1958 sous le titre The Last-Born. Ce n'est pas le titre du manuscrit qu'Asimov envoya au journal. Il l'avait nommé dès le départ The Ugly Little Boy. C'est le rédacteur en chef de Galaxy, Horace Gold, trouvant le qualificatif « Ugly » trop négatif, qui décida de rebaptiser la nouvelle du titre sous lequel elle parut en magazine. 
Mécontent du changement de titre, Asimov redonna son titre original à sa nouvelle lors de sa parution dans le recueil Nine Tomorrows, paru dès l'année suivante en 1959. C'est le titre qu'elle conservera par la suite, dans les rééditions du recueil de nouvelles ou dans d'autres anthologies dans lesquelles elle paraîtra, à l'instar de l'anthologie Isaac Asimov's Wonderful Worlds of Science Fiction 6 - Neanderthals.

### Les titres français
La situation française est encore plus complexe : le texte parut pour la première fois dans l'édition française du magazine américain Galaxy. C'est en effet dans le numéro 60 de Galaxie, daté de novembre 1958, que la nouvelle paraît sous le titre L'Enfant recréé. 
Dans sa première parution en recueil, dans L'avenir commence demain (traduction du recueil anglais Nine Tomorrows de 1959), paru en 1978 chez Presses Pocket, la nouvelle change de nom pour sa dénomination la plus courante : L'Affreux Petit Garçon. La nouvelle est traduite par Bruno Martin.
En 1988, lors de la sortie du recueil Le Robot qui rêvait aux éditions J'ai lu, la nouvelle change une dernière fois de nom pour Le Petit Garçon très laid dans une nouvelle traduction de France-Marie Watkins.

## Adaptation en roman
Martin H. Greenberg, ami et éditeur d'Isaac Asimov lui proposa en 1988 de réviser certaines de ses nouvelles les plus anciennes pour les transformer en romans. Asimov n'ayant pas manifesté son enthousiasme dans le projet, l'éditeur proposa alors qu'un autre auteur se charge de la rédaction, confiant à Asimov le soin de modifier le texte final avant d'approuver sa publication. C'est Robert Silverberg, une connaissance de longue date d'Asimov, qui se chargea de la transformation de ces nouvelles anciennes en roman. La première nouvelle ainsi adaptée fut Quand les ténèbres viendront qui deviendra Le Retour des ténèbres sous sa forme romanesque. L'Affreux Petit Garçon fut la deuxième et L'Homme bicentenaire la troisième et dernière, la série ayant été interrompue par la mort du créateur original.
Le roman écrit à partir de L'Affreux Petit Garçon sortit en 1992 sous le même titre que la nouvelle : The Ugly Little Boy. En français, le roman est paru en 1995 chez Presses Pocket sous le titre L'Enfant du temps (traduction littérale de l'édition britannique du roman, publié là-bas sous le nom de Child of Time). Le roman rajoute deux intrigues secondaires : l'histoire de la tribu néandertalienne de Timmie et l'inclusion d'un groupe de défense de l'enfance qui tente de faire libérer le petit garçon de sa prison spatio-temporelle.

## Divers
- Isaac Asimov considère cette nouvelle comme l'un des deux ou trois meilleurs textes de fiction qu'il ait jamais écrits. C'est ce qu'il précise dans son autobiographie sortie à titre posthume, dans laquelle il place L'Affreux Petit Garçon aux côtés de L'Homme bicentenaire et d'un passage de Les Dieux eux-mêmes au panthéon de ses plus grandes réussites formelles[6].
- La nouvelle sera adaptée pour la télévision canadienne en 1977 sous la forme d'un téléfilm de 26 minutes, dirigé et interprété par Barry Morse.